# Geología de Mercurio
La geología de Mercurio es la menos conocida de los planetas interiores del Sistema Solar. Las razones para esto incluyen tanto la cercanía de Mercurio al Sol y sus consecuentes peligros para sondas, como el hecho de que la duración del ciclo día-noche (movimiento de rotación) en Mercurio es de 58 días terrestres. Esto último hizo que la sonda que lo visitara tres veces, el Mariner 10 de la NASA durante 1974 y 1975, solamente pudiera observar el lado iluminado por el Sol en cada visita.
Tras completar su primer día solar en septiembre de 2011, más del 99% de la superficie de Mercurio ha sido cartografiado por la sonda MESSENGER, (lanzada en agosto del 2004), tanto con imágenes en color como monocromas, con un nivel de detalle tal que el entendimiento de la geología de Mercurio por parte de los científicos ha eclipsado el nivel logrado con los datos recogidos por la Mariner 10.

## Historia geológica de Mercurio
Después de que Mercurio se formase hace más de 4000 millones de años recibió un acentuado bombardeo de cometas y asteroides que finalizó hace 3800 millones de años. Durante este período de intensa craterización, la superficie registró muchos impactos. Algunos de estos, como el que formó la Cuenca de Caloris fueron rellenados por el material magmático del planeta, formándose planicies suaves como las presentes en la Luna. Una vez que el planeta se enfrió y se contrajo, se produjeron grietas por su superficie que se superponen a otras estructuras como cráteres y las suaves planicies; un claro indicio que las grietas son más recientes. El período de vulcanismo en Mercurio terminó cuando la compresión del manto se ajustó lo suficiente como para evitar la salida de la lava a la superficie. Probablemente esto pasó en un período que se ubica entre los primeros 700 u 800 millones de años de su historia.
Desde entonces sólo han sucedido impactos de cometas y asteroides aislados.

## Características generales de la superficie
El 60% de la superficie de Mercurio (Figura 1) está compuesta por cráteres de impacto distribuidos uniformemente por la misma. El hecho de que la superficie presente una abundante cantidad de cráteres se debe a que Mercurio tiene una atmósfera muy tenue, lo cual permite la entrada de los meteoroides sin ser desintegrados. Mercurio ha ido acumulando impactos desde su creación hace más de 4000 millones de años. Por esta razón, tanto su superficie como la de la Luna y Marte atestiguan un registro de impactos que son importantes para la determinación de la duración de este período de craterización, que fue muy intenso hasta 3000 millones de años atrás.

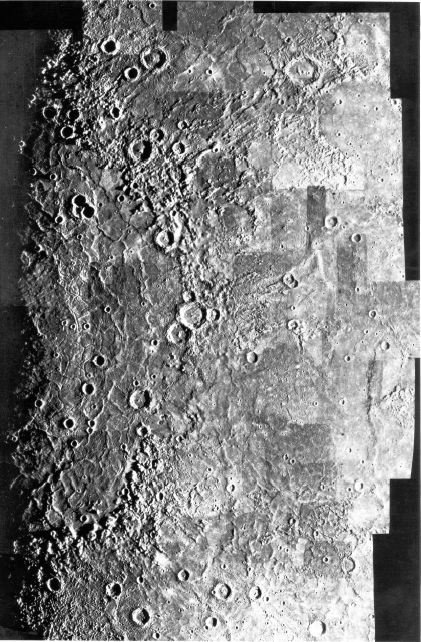
Figura 2: Cuenca de Caloris.

Además de cráteres de diámetros que van desde cientos de metros hasta cientos de kilómetros y que parecen ser el doble de profundos que los lunares, existen otros de tamaño descomunales, como es el caso del cráter Caloris (Figura 2), con un diámetro de 1.550 km, es la mayor estructura en la superficie de Mercurio. Este impacto fue tan violento que produjo la salida de lava del manto y creó un anillo concéntrico alrededor del cráter con alturas que llegan los 2 km. Las consecuencias de Caloris son también impresionantes: a este se le atribuyen las fracturas y escarpes en el lado opuesto del planeta.
Caloris contiene también una formación de origen desconocido no antes vista ni en el propio Mercurio ni en la Luna y que consiste en aproximadamente un centenar de grietas estrechas y de suelo liso conocida cómo "La Araña", en cuyo centro existe un cráter, desconociéndose si dicho cráter está relacionado con su formación o no. 
Interesantemente, también el albedo de la Cuenca Caloris es superior al de los terrenos circundantes -al revés de lo que ocurre en la Luna-. La razón de ello está siendo investigada.
Posteriormente dicha cuenca se llenó de lava y se hundió en su centro, provocando las grietas también visibles en el interior de dicha la cuenca.
Este tipo de cráteres, los cuales fueron rellenados por el material magmático, en la geología lunar se los conoce como "mares".
Como en la Luna, los cráteres de Mercurio presentan las características típicas de un impacto: el material deyectado (o eyectado) que forma depósitos alrededor del cráter, a veces en forma de prolongaciones lineales que se las conoce como radios (o rayos) y cuya luminosidad es más intensa por ser terreno relativamente más joven que la superficie circundante.
Se han observado otros escarpes que atraviesan la superficie del planeta tanto en las zonas lisas como en las craterizadas. Su presencia se atribuye al enfriamiento que experimentó Mercurio desde su formación por lo que se fue encogiendo y esto provocó el reacomodamiento de la corteza.
La sonda MESSENGER también ha descubierto la presencia de posibles volcanes en este planeta
La alta densidad del planeta (5,44 g/cm³) hace suponer la existencia de un núcleo compuesto por 65% de hierro cuyo tamaño probablemente represente cerca del 75% del diámetro del planeta. El núcleo está rodeado por un manto de 600 km de espesor. Al reducirse el núcleo y el manto como consecuencia del enfriamiento después de su formación, el radio del planeta se redujo entre 2 y 4 kilómetros ocasionando el sistema de fracturas que se ven en su superficie.

## Orígenes de alta luminosidad radar y la presencia de hielo
Las primeras observaciones a través de radar de Mercurio se realizaron con radiotelescopios de Arecibo (Puerto Rico) y Goldstone (California, Estados Unidos), y con la ayuda del Very Large Array (VLA) del Observatorio Nacional de Radioastronomía de los Estados Unidos. Las ondas enviadas por el Goldstone del NASA Deep Space Network (Red de Espacio Profundo) tenían una potencia de 460 kW a 8,51 Ghz; las ondas recibidas por el VLA a través de 26 antenas mostraban luminosidades radar (puntos de reflectividad radar) con ondas despolarizadas provenientes del polo Norte de Mercurio.
Los estudios llevados a cabo por el radiotelescopio de Arecibo que enviaba ondas en la banda S (2,4 Ghz) y con una potencia de 420 kW permitieron establecer un mapa radar de la superficie del planeta con una resolución de 15 km. En este estudio no sólo se confirmó la existencia de zonas de alta reflexión y despolarización, sino que elevó la cantidad a 20 zonas y esta vez ubicadas en ambos polos.
La idea de que Mercurio tenga hielo en su superficie puede parecer descabellada debido a su proximidad al Sol y por razones obvias, su elevada temperatura (420 °C de día y –180 °C de noche). Sin embargo, el hielo presenta una elevada luminosidad a las imágenes radar y las ondas de retorno pueden estar muy despolarizadas. Por otra parte, las rocas de silicatos que forman la mayor parte de la superficie tienen un comportamiento totalmente opuesto al del hielo.
Otro de los descubrimientos que avalan esta posibilidad es que los estudios de radar llevados a cabo desde la Tierra demuestran que las formas de estas zonas sean circulares, por este motivo se las asocia con profundos cráteres cuyas elevadas paredes y sus elevadas latitudes no permiten la llegada de la luz solar.
En el polo Sur de Mercurio, la ubicación de una gran zona de alta reflectividad parece coincidir con la ubicación del cráter Chao Meng-Fu y las áreas más pequeñas con otros cráteres que también fueron identificados.
En el polo Norte la situación se complica porque no se pueden correlacionar las imágenes de radar con las tomadas por la nave Mariner 10 debido a la ausencia de las mismas. Hay que destacar, por otra parte, que hay regiones de alta reflectividad que no corresponden a la existencia de cráteres.
La reflexión radar del hielo en Mercurio es menor que la que podría producirse con el hielo puro; probablemente esto se debe a la deposición de polvo que no cubre la superficie del cráter por completo.

### Origen del hielo
La existencia de cráteres con sombra permanente no es una característica única de Mercurio: en nuestra Luna se han identificado en su polo Norte un enorme cráter (cuenca de Aitken) con la posibilidad de que exista hielo. Este hielo en la Luna, como en Mercurio, es atribuido a fuentes externas. En el caso de la Luna se cree que fue depositado por cometas, mientras en que Mercurio la presencia del hielo se atribuye a meteoritos. Como se considera probada la existencia de agua en algunos meteoritos, éstos podrían haberlo depositado en cráteres en sombra permanente y así provocando su conservación por millones e incluso por miles de millones de años.
Otra hipótesis, sin ser confirmada, es que en Mercurio se produciría un flujo importante de agua desde su interior. Tampoco se ha comprobado la existencia de algún mecanismo que cause la pérdida de hielo en la superficie como la fotodisociación, la erosión debida al viento solar y el choque con micrometeoritos.
El comportamiento del hielo en otros cuerpos celestes tiene sus peculiaridades; en primer lugar las elevadas temperaturas de la superficie de Mercurio que rondan los 420 °C, sumado al vacío del espacio (la atmósfera es casi imperceptible) y los rayos solares contribuirían a que el hielo se sublimara y escapara al espacio.
Esto se cree que no sucede con el hielo en Mercurio porque la ubicación del hielo a altas latitudes hace que la temperatura sea baja: dentro de los cráteres, donde no llega la luz solar, las temperaturas caen hasta los -171 °C y en las llanuras polares, la temperatura no sobrepasa los -106 °C.
La evidencia de hielo en Mercurio no fue fehacientemente corroborada hasta que la sonda MESSENGER encontró nuevas evidencias. Hasta ese momento se trataba de especulación científica provocada por las observaciones de alta reflectividad de radar y la coincidencia con la ubicación de grandes cráteres en las zonas polares. Hay que dejar claro, sin embargo, que esta reflexión anómala podría deberse también a la existencia de sulfatos metálicos o de otros materiales con la misma capacidad de reflexión, pero MESSENGER ha probado que se trata de agua y otros materiales volátiles congelados. La capa que oscurece la superficie de estos depósitos de hielo parece ser un compuesto orgánico.

## La atmósfera de Mercurio
La existencia de una atmósfera en un planeta reviste una gran importancia para la geología, ya que los procesos erosivos del viento, los cambios de temperatura, humedad, etc contribuyen a la modificación del terreno y al deterioro de los materiales.
La atmósfera de Mercurio se disipó brevemente después de su formación hace más de 4000 millones de años; además de su baja gravedad, la causa principal de su extinción fue el viento solar. Sin embargo todavía tiene los remanentes de una muy tenue atmósfera de 10-15 bar (que puede considerarse inexistente). La existencia de una atmósfera permitiría mantener una temperatura más o menos estable a pesar de las variaciones de luminosidad entre el día y la noche, por tal motivo, las fluctuaciones en los cuerpos sin atmósferas (o con la presencia de atmósferas muy débiles) son acentuadas. Por ejemplo, en Mercurio la temperatura superficial durante el día es de 420 °C, mientras que durante la noche cae estrepitosamente hasta los –180 °C.
Debido a los bruscos cambios de temperatura, el tipo de interacción sobre la superficie estaría relacionado con la agitación térmica producida sobre los materiales.